# ديف شيد
ديف شيد (بالإنجليزية: Dave Shade)‏ مواليد 01 مارس 1902 في فاليجو - الوفاة 23 يونيو 1983 في كونكورد، كان ملاكم محترف أمريكي صنّف ضمن فئة وزن الوسط. دخل قاعة مشاهير الملاكمة الدولية.

## إحصائيات
خاض خلال مسيرته 249 نزالا، فاز في 155 وتعادل في 60 وخسر في 29. فاز بالضربة القاضية في 17 نزالا.

## روابط خارجية
- ديف شيد على موقع بوكس ريك (الإنجليزية) (registration required)